# Kamrer Gunnarsson i skärgården
Kamrer Gunnarsson i skärgården är en svensk TV-film från 1976 i regi av Hans Dahlberg och med manus av Dahlberg och Magnus Härenstam. Härenstam spelar även filmens huvudroll som kamrer Gunnarsson.

## Handling
Kamrer Gunnarsson är en inbiten stockholmare som aldrig rest utanför tullarna. En dag ramlar han av Djurgårdsfärjan och blir upplockad av en motorbåt. Mot sin vilja får han uppleva en äkta svensk midsommar i skärgården.

## Rollista
- Magnus Härenstam – bankkamrer Gunnarsson
- Anita Ekström – fröken Gustavsson, koloniföreståndare
- Tord Peterson – Eriksson, båtsman på Landsort
- Lars-Erik Berenett – Ragnar, fiskare
- Ulf Brunnberg – man på väg till Sandhamn
- Bernt Dahlbäck – Westin
- Folke Hjort – direktör Nyblom

## Om filmen
Kamrer Gunnarsson i skärgården producerades av Härenstam, Sigurd Jørgensen och Dahlberg för Sveriges Radio AB. Den fotades av Bertil Rosengren och klipptes av Jan Persson. Historien berättades av Sven Strömberg och musiken komponerades av Rolf Lindblom. Filmen premiärvisades den 7 juni 1976 i TV2 och repriserades den 19 juni 1978. Filmen gavs ut på DVD år 2009.